# Bessie Rayner Parkes
Elizabeth Rayner Belloc (de soltera, Parkes; Birmingham, Warwickshire, Inglaterra, 16 de junio de 1829 – Slindon, Reino Unido, 23 de marzo de 1925) fue una de las feministas inglesas más prominentes y defensoras de los derechos de las mujeres en la época victoriana, además de poeta, ensayista y periodista.

## Biografía
Bessie Rayner Parkes hija de Joseph Parkes (1796–1865), un abogado próspero y liberal con simpatías radicales, y Elizabeth ("Eliza") Rayner Priestley (1797– 1877), nieta del científico y ministro unitario Joseph Priestley (1733-1804). Inusualmente para las niñas de su origen fue enviada a un internado unitario progresista a los 11 años. La pasión de Parkes por la escritura surgió de la vida culta a la que estuvo expuesta cuando era niña, ya que sus padres eran ávidos consumidores de las artes. La poesía autodidacta fue la primera pasión de Parkes, que más tarde la llevó a utilizar sus talentos en su activismo. Su amistad con Barbara Bodichon fue muy fructífera ya que de los esfuerzos conjuntos surgió el primer movimiento organizado de mujeres en Gran Bretaña. Se conocieron en 1846 y su amistad inspiró gran parte del trabajo de Parkes. Después de un viaje por Europa, ambas se sintieron profundamente inspiradas para perseguir el activismo que llevarían a cabo más adelante en sus vidas.
A los 38 años se enamoró de un francés de delicada salud, llamado Louis Belloc, en un viaje a La Celle St. Cloud con su amiga Barbara Bodichon. Se casaron el 19 de septiembre de 1867 en la iglesia católica St. James de Londres. Su matrimonio duró cinco años, pasado en Francia, fue relatado con amor por su hija en sus memorias, Yo también he vivido en Arcadia (el título es una referencia a Et in Arcadia ego ). La familia vivió la guerra franco-prusiana y se vio profundamente afectada por ella a nivel material. Después de la muerte de su esposo, Parkes regresó a Inglaterra, donde nunca superó realmente su muerte. Sus hijos, Marie Belloc Lowndes (1868-1947) y Joseph Hilaire Belloc (1870-1953), se convirtieron en escritores de renombre en sus diferentes formas. En 1902, Joseph, casado y padre de tres hijos, solicitó la naturalización en Gran Bretaña y su ocupación como profesor del plan de extensión de la Universidad de Oxford. Parkes continuó escribiendo hasta una edad avanzada y siguió siendo una aguda observadora de la política y la sociedad. Sin embargo, tras su matrimonio y la muerte de su marido, su participación activa en los movimientos organizados de mujeres disminuyó. Viajó a Estados Unidos con su hijo en 1896 y continuó escribiendo. Parkes publicó cinco obras más en los últimos 30 años de su vida. La angustia por la estupidez de la guerra y el orgullo por su país tiñeron sus sentimientos durante la Primera Guerra Mundial.Casi al final, su nieto mayor, un segundo teniente de la Royal Air Force, desapareció. Fue abatido y asesinado cerca de Cambrai, en Francia.
Otra parte importante de la historia de vida de Parkes fue su camino hacia la Iglesia católica, a la que se convirtió en 1864. Después de crecer en un hogar unitario radical, Parkes, estaba familiarizada con las Escrituras. A medida que crecía, descubrió que se volvía cada vez más devota de la fe cristiana. Comparando su poesía anterior con sus obras posteriores, hay muchas referencias bíblicas que aparecen mientras ella todavía era unitaria, que solo se hizo más prominente cuando Parkes alcanzó la edad avanzada. Se mantuvo al tanto de los acontecimientos que ocurrían en el Movimiento de Oxford, pero lo que la impresionó fue la labor social que realizaban las monjas católicas. Conocía personalmente a tres cardenales ingleses y los recordaba en sus escritos. Murió en 1925, a los 95 años. A su muerte, Parkes dejó £ 3,688 en su testamento, que es el equivalente a £ 222,355, en 2019.

## Trayectoria profesional

#### Activismo
Parkes fue tomando conciencia paulatinamente de la situación injusta, contradictoria e incluso absurda de las mujeres en Gran Bretaña, aunque existían muchas diferencias según la clase social a la que pertenecían. El primer esfuerzo que emprendieron Parkes y su amiga Barbara Bodichon fue tratar de cambiar las leyes de propiedad restrictivas que se aplicaban a las mujeres casadas, la Ley de propiedad de mujeres casadas de 1870. También se unió en 1853 a un grupo llamado, Committee for the Ladies' Address to their American Sisters on Slavery, Comité para el discurso de las damas a sus hermanas estadounidenses sobre la esclavitud. El grupo de mujeres trabajó para asegurar 576.000 firmas en su petición contra la esclavitud en los Estados Unidos. En 1856 casi al mismo tiempo Parkes comenzó a abogar por la educación de las mujeres jóvenes con su ensayo Remarks on the Education of Girls "Observaciones sobre la educación de las niñas". En este ensayo, describió su preocupación de que las mujeres se limitaran a muy pocas carreras y criticaba a la sociedad por el poco poder que tenían las mujeres en comparación con los hombres. Se indignaba por la distinción hecha entre "damas" y "mujeres". Las "damas", es decir, las mujeres de clase media, perdían estatus social si ganaban dinero, siendo las únicas excepciones aceptables la escritura, la pintura o la docencia, que en su mayor parte significaba institutriz. Debido en parte a sus esfuerzos, a finales de siglo, se volvió aceptable que una mujer de clase media adquiriera una educación adecuada y se capacitará para realizar un trabajo remunerado. Las mujeres de la clase trabajadora siempre habían pertenecido a la fuerza laboral, quisieran o no. Parkes y sus amigas activistas interactuaron con mujeres en otros países de Europa y en los Estados Unidos, agregando una dimensión internacional muy considerable a sus esfuerzos. En la década de 1860, Parkes perteneció al primer grupo de mujeres que se propuso obtener el derecho al voto. En 1866, Parkes se unió a Barbara Bodichon para formar el primer Comité de Sufragio Femenino de la historia. Este grupo organizó la petición del sufragio femenino, que John Stuart Mill presentó a la Cámara de los Comunes en su nombre.

#### El diario de la mujer inglesa
Parkes se convirtió en la editora principal del primer periódico británico feminista, el English Woman's Journal, publicado mensualmente en Londres entre 1858 y 1864. 
Su cierre se debió tanto a motivos económicos como a los conflictos que surgieron entre sus patrocinadores y principales contribuyentes.
Fue una de las fundadoras de The English Woman's Journal y luego se convirtió en el centro para quienes querían participar en el movimiento por los derechos de las mujeres. Las ramificaciones que surgieron de ella fueron muchas y variadas, como la Sociedad para la Promoción del Empleo de la Mujer, la Imprenta Victoria (totalmente integrada por mujeres), la Oficina de Copias de Leyes y el Grupo Langham Place, donde se reunían las mujeres. informalmente para hablar de sus vidas o simplemente descansar. La revista fue una parte muy importante de la comunidad y del movimiento por los derechos de las mujeres en Inglaterra, ya que proporcionó a muchas mujeres un empleo y una educación que nunca se les podría quitar.

#### Victoria Press
Para ayudar en su plan para la educación de las mujeres jóvenes inició la empresa comercial Victoria Printing Press en 1860. Como Parkes creía firmemente que todas las mujeres jóvenes recibieran capacitación en alguna habilidad, la imprenta era una forma de abordar ese problema. La propia Parkes no sabía cómo imprimir cuando compró la imprenta, por lo que contrató a un hombre para que le enseñara y luego instruyó a su personal femenino a imprimir.
Victoria Printing Press se convirtió en la única imprenta de The English Woman's Journal desde 1860 hasta que cerró en 1864. La prensa también publicó The Transactions of the National Association for the Promotion of Social Science y otras publicaciones que estaban en línea con las opiniones de Parkes, Smith y todo su personal femenino. Se dice que Parkes les dijo a las mujeres que estaba empleando en su imprenta que aprender tal oficio era "Un sueño de mi vida".

#### Escritura
Parkes publicó catorce libros: poesía, ensayos, biografía, memorias, viajes y literatura para niños y adolescentes, así como un panfleto sobre los derechos de la mujer y decenas de artículos. Gran parte de su obra literaria fue bien recibida durante su vida y su poesía fue admirada por John Ruskin y Henry Wadsworth Longfellow.
El primer libro de Parkes que se publicó fue Poems publicado en 1852. Contenía 66 poemas, la mayoría escritos sobre el tema de la naturaleza. Mucho de esto se puede atribuir a la inspiración que Parkes extrajo de su viaje por Europa con su amiga de toda la vida Barbara Leigh Smith, en 1850. Las injusticias que vio mientras viajaba por Europa también fueron una inspiración para su trabajo y también despertaron su necesidad de abogar por la igualdad de derechos de las mujeres.

##### Otros de sus trabajos fueron
- Summer Sketches and Other Poems (London, John Chapman, 1854)
- Remarks on the Education of Girls, with Reference to the Social, Legal, and Industrial Position of Women in the Present Day (London, John Chapman, 1854, 1st unsigned edition, 3rd signed edition 1856).
- Gabriel: A Poem (London, John Chapman, 1856)
- The History of our Cat Aspasia (London, Bosworth and Harrison, 1856). Illustrated by Annie Leigh Smith.
- Ballads and Songs (London, Bell & Daldy, 1863)
- Essays on Woman’s Work (London, Alexander Strahan, 1865)
- Vignettes: Twelve Biographical Sketches (London and New York, Alexander Strahan, 1866)
- La Belle France (London, Dalby, Isbister & Co., 1877). Signed Bessie Parkes-Belloc.
- Peoples of the World (London, Paris & New York, Cassell Petter & Galpin, [1870]). Signed Bessie Parkes-Belloc.
- In a Walled Garden (London, Ward & Downey, 1st edition, 1895, 5th edition 1900). Signed Bessie Rayner Belloc.
- A Passing World (London, Ward & Downey, 1897). Signed Bessie Rayner Belloc.
- Historic Nuns (London, Duckworth, 1898). Signed Bessie R. Belloc.
- The Flowing Tide (London, Sands & Co., 1900). Signed Bessie Rayner Belloc.
- In Fifty Years (London, Sands & Co., 1904). Signed Bessie Rayner Belloc.